# Unione Sportiva Livorno 1930-1931
Questa voce raccoglie le informazioni riguardanti l'Unione Sportiva Livorno nelle competizioni ufficiali della stagione 1930-1931.

## Stagione
La principale novità della stagione livornese 1930-1931 è la partenza di Mario Magnozzi, ceduto al Milan per motivi di bilancio, dopo nove stagioni in maglia amaranto. 
Il vuoto lasciato, sia a livello tecnico che morale, risulterà incolmabile, mentre le responsabilità del nuovo allenatore ungherese Béla Révész, sulla retrocessione che arriverà a fine stagione sono marginali. Allestisce una squadra dove tutti cercano la soluzione offensiva, saranno ben undici i marcatori livornesi, affidando a Nicola Corsetti il ruolo di prima punta, realizzerà 10 reti. 
La retrocessione in Serie B arriverà all'ultima giornata di campionato, non riuscendo a battere la Juventus che è arrivata a Livorno già campione d'Italia, la partita finirà (1-1), se gli amaranto avessero vinto avrebbero dovuto disputare lo spareggio salvezza col Casale che nell'ultima di campionato ha battuto il Milan.

## Rosa
| N. |                   | Ruolo | Calciatore        |
| -- | ----------------- | ----- | ----------------- |
|    | Italia (bandiera) | P     | Gino Baggiani     |
|    | Italia (bandiera) | P     | Paolo Lami        |
|    | Italia (bandiera) | D     | Gino Corsini      |
|    | Italia (bandiera) | D     | Bruno Deri        |
|    | Italia (bandiera) | D     | Gastone Innocenti |
|    | Italia (bandiera) | D     | Ivo Pescini       |
|    | Italia (bandiera) | C     | Mario Baldi       |
|    | Italia (bandiera) | C     | Antonio Bolognesi |
|    | Italia (bandiera) | C     | Guido Bosio       |
|    | Italia (bandiera) | C     | Carlo Castellani  |
|    | Italia (bandiera) | C     | Cesare Del Torto  |

| N. |                   | Ruolo | Calciatore          |
| -- | ----------------- | ----- | ------------------- |
|    | Italia (bandiera) | C     | Bruno Giraldi       |
|    | Italia (bandiera) | A     | Nicola Corsetti     |
|    | Italia (bandiera) | A     | Mario Del Cittadino |
|    | Italia (bandiera) | A     | Giovanni Faccenda   |
|    | Italia (bandiera) | A     | Luigi Lessi         |
|    | Italia (bandiera) | A     | Riccardo Mastalli   |
|    | Italia (bandiera) | A     | Mario Palandri      |
|    | Italia (bandiera) | A     | Paolo Silvestri     |
|    | Italia (bandiera) | A     | Giuseppe Tognetti   |
|    | Italia (bandiera) | A     | Giulio Vignozzi     |
|    | Italia (bandiera) | A     | Ernesto Zambianchi  |

## Risultati

### Serie A

#### Girone di andata
| Livorno 28 settembre 1930 1ª giornata | Livorno                 | 0 – 0 | Milan | Campo di Villa Chayes\| Arbitro: \| D'Alessandro (Vercelli) \| |
| Arbitro:                              | D'Alessandro (Vercelli) |       |       |                                                                |

| Arbitro: | Lupini (Bergamo) |

|                                                  |           |  |
| Busini III 9’ Grandi 41’ Reguzzoni 60’, 69’, 86’ | Marcatori |  |

| Arbitro: | Barlassina (Novara) |

|              |           |                          |
| Corsetti 55’ | Marcatori | 7’ Banchero 17’ Casanova |

| Arbitro: | Garbieri (Genova) |

|  |           |           |
|  | Marcatori | 89’ Braga |

| Arbitro: | U. Gama (Milano) |

|                         |           |  |
| Vojak 58’ Sallustro 85’ | Marcatori |  |

| Arbitro: | Zorzi (Belluno) |

|                                                  |           |  |
| Prato 11’ Sperone 30’ Baloncieri 75’ Imberti 86’ | Marcatori |  |

| Arbitro: | Quilleri (Brescia) |

|                               |           |                  |
| Pastore 14’, 38’ R. Okely 24’ | Marcatori | 4’, 75’ Corsetti |

| Arbitro: | Melandri (Genova) |

|                            |           |                 |
| Lessi 5’ Corsetti 21’, 30’ | Marcatori | 45’ P. Ferraris |

| Arbitro: | Mastellari (Bologna) |

|           |           |                              |
| Baldi 49’ | Marcatori | 11’ Bernardini 31’, 55’ Volk |

| Arbitro: | Mattea (Torino) |

|  |           |                     |
|  | Marcatori | 75’ Viani 86’ Conti |

| Busto Arsizio 7 dicembre 1930 11ª giornata | Pro Patria         | 0 – 0 | Livorno | Stadio Comunale\| Arbitro: \| Dall'Era (Brescia) \| |
| Arbitro:                                   | Dall'Era (Brescia) |       |         |                                                     |

| Arbitro: | Dani (Genova) |

|                                                 |           |  |
| Corsetti 30’ Faccenda 41’, 71’, 80’ Giraldi 85’ | Marcatori |  |

| Arbitro: | Omodei Zorini (Novara) |

|                |           |  |
| De Manzano 80’ | Marcatori |  |

| Arbitro: | Biancone (Roma) |

|                           |           |                          |
| Panzetti 29’ Cattaneo 55’ | Marcatori | 9’ Giraldi 81’ Silvestri |

| Arbitro: | Guarnieri (Milano) |

|  |           |                     |
|  | Marcatori | 11’, 57’ Scaramelli |

| Arbitro: | Sani (Ferrara) |

|                            |           |  |
| Aliatis 22’ Cidri 76’, 81’ | Marcatori |  |

| Arbitro: | Dall'Era (Brescia) |

|                                               |           |                     |
| Ferrari 11’, 62’ (rig.) Vecchina 30’ Rier 89’ | Marcatori | 88’ (rig.) Corsetti |

#### Girone di ritorno
| Arbitro: | Turbiani (Ferrara) |

|                                                        |           |  |
| Arcari III 22’, 32’, 86’ Sternisa 72’ Santagostino 79’ | Marcatori |  |

| Arbitro: | Mattea (Torino) |

|  |           |                           |
|  | Marcatori | 44’ Schiavio 56’ Muzzioli |

| Arbitro: | Barlassina (Novara) |

|                                 |           |                     |
| Levratto 32’, 54’ Orlandini 80’ | Marcatori | 14’, 36’ Zambianchi |

| Arbitro: | Guarnieri (Milano) |

|              |           |                |
| Pasolini 85’ | Marcatori | 14’ Zambianchi |

| Arbitro: | Rovida (Milano) |

|                |           |                         |
| Zambianchi 31’ | Marcatori | 42’ Sallustro 89’ Vojak |

| Arbitro: | Scorzoni (Bologna) |

|           |           |               |
| Bosio 61’ | Marcatori | 37’ Libonatti |

| Livorno 5 aprile 1931 24ª giornata | Livorno          | 0 – 0 | Lazio | Campo di Villa Chayes\| Arbitro: \| Gonani (Ravenna) \| |
| Arbitro:                           | Gonani (Ravenna) |       |       |                                                         |

| Arbitro: | U. Gama (Milano) |

|                                    |           |               |
| F. Santagostino 57’, 86’ Gatti 77’ | Marcatori | 85’ Bolognesi |

| Arbitro: | Gonani (Ravenna) |

|                                                       |           |                        |
| Fasanelli 2’, 21’, 35’, 40’, 76’ Volk 15’ Eusebio 22’ | Marcatori | 10’ (aut.) A. Ferraris |

| Arbitro: | Ciamberlini (Genova) |

|            |           |               |
| Meazza 56’ | Marcatori | 62’ Bolognesi |

| Arbitro: | Dani (Genova) |

|               |           |  |
| Bolognesi 46’ | Marcatori |  |

| Arbitro: | Rovida (Milano) |

|                               |           |                     |
| Celoria 7’, 85’ De Marchi 32’ | Marcatori | 43’, 65’ Castellani |

| Arbitro: | U. Gama (Milano) |

|                                          |           |                     |
| Corsini 2’ (rig.) 88’ Gazzari 62’ (aut.) | Marcatori | 46’ Rocco 49’ Baldi |

| Arbitro: | Gonani (Ravenna) |

|             |           |  |
| Corsini 88’ | Marcatori |  |

| Arbitro: | Biancone (Roma) |

|                                                                 |           |             |
| A. Mazzoni 20’ Del Torto 23’ (aut.) Scaramelli 69’ Nicolini 87’ | Marcatori | 4’ Corsetti |

| Arbitro: | Scorzoni (Bologna) |

|                                 |           |               |
| Corsini 11’ (rig.) Corsetti 67’ | Marcatori | 86’ Ostromann |

| Arbitro: | Dani (Genova) |

|                |           |            |
| Castellani 40’ | Marcatori | 8’ Ferrari |

## Statistiche

### Statistiche di squadra
| Competizione | Punti | In casa | In casa | In casa | In casa | In casa | In casa | In trasferta | In trasferta | In trasferta | In trasferta | In trasferta | In trasferta | Totale | Totale | Totale | Totale | Totale | Totale | DR  |
| Competizione | Punti | G       | V       | N       | P       | Gf      | Gs      | G            | V            | N            | P            | Gf           | Gs           | G      | V      | N      | P      | Gf     | Gs     | DR  |
| ------------ | ----- | ------- | ------- | ------- | ------- | ------- | ------- | ------------ | ------------ | ------------ | ------------ | ------------ | ------------ | ------ | ------ | ------ | ------ | ------ | ------ | --- |
| Serie A      | 20    | 17      | 6       | 4       | 7       | 20      | 20      | 17           | 0            | 4            | 13           | 14           | 51           | 34     | 6      | 8      | 20     | 34     | 71     | -37 |

### Statistiche dei giocatori
| Giocatore          | Serie A  | Serie A |
| Giocatore          | Presenze | Reti    |
| ------------------ | -------- | ------- |
| G. Baggiani        | 13       | -36     |
| M. Baldi           | 32       | 1       |
| A. Bolognesi       | 17       | 3       |
| G. Bosio           | 22       | 1       |
| C. Castellani      | 25       | 3       |
| N. Corsetti        | 27       | 9       |
| G. Corsini         | 23       | 4       |
| M. Del Cittadino   | 12       | 0       |
| C. Del Torto       | 25       | 0       |
| B. Deri            | 7        | 0       |
| G. Faccenda        | 17       | 3       |
| B. Giraldi         | 32       | 2       |
| G. Innocenti (III) | 1        | 0       |
| P. Lami            | 21       | -35     |
| L. Lessi           | 15       | 1       |
| R. Mastalli        | 2        | 0       |
| M. Palandri        | 14       | 0       |
| I. Pescini         | 28       | 0       |
| P. Silvestri       | 26       | 1       |
| G. Tognetti        | 1        | 0       |
| G. Vignozzi        | 7        | 0       |
| E. Zambianchi      | 7        | 4       |